# Víktor Soloviov
Víktor Vladimiróvich Soloviov –en ruso, Виктор Владимирович Соловьёв– (23 de abril de 1957) es un deportista soviético que compitió en vela en la clase Star.
Ganó una medalla de bronce en el Campeonato Europeo de Star de 1989. Participó en dos Juegos Olímpicos de Verano, en los años Seúl 1988 y Atlanta 1996, ocupando el octavo lugar en Seúl 1988, en la clase Star.

## Palmarés internacional
| \| Representando a la URSS \| \| \| \| \| Campeonato Europeo \| \| \| \| \| Año \| Lugar \| Medalla \| Clase \| \| 1989 \| Travemünde (RFA) \| Medalla de bronce \| Star \| |                  |                   |       |
| Representando a la URSS |                  |                   |       |
| Campeonato Europeo |                  |                   |       |
| Año | Lugar            | Medalla           | Clase |
| 1989 | Travemünde (RFA) | Medalla de bronce | Star  |